# Bottlik Iván
Bottlik Iván (Kunhegyes, 1934. május 18. – ) magyar matematikus, sakkozó, sakktörténeti szakíró.

## Élete
A Kiskunfélegyházi Állami Gimnáziumban érettségizett 1952-ben, majd a Szegedi Tudományegyetem Természettudományi Karán folytatta tanulmányait, ahol 1957-ben matematika-fizika-ábrázoló geometria szakos középiskolai tanári oklevelet szerzett. A pilisvörösvári Általános Fiúiskolában kezdett tanítani, majd 1960-tól a szentendrei Móricz Zsigmond Gimnázium, 1962-től pedig a budapesti Martos Flóra Gimnázium tanára lett.
1963-ban elhagyta a tanári pályát és a Budapesti Építőipari Számítástechnikai és Ügyvitelgépesítési Vállalatnál (SZÁMGÉP) helyezkedett el, előbb mint tudományos munkatárs, később mint osztályvezető. 1979-től az Építésgazdasági és Szervezési Intézet (ÉGSZI), 1982-től a Műszaki Fejlesztési és Racionalizálási Intézet, 1984-től pedig a Tudományszervezési és Informatikai Intézet főmunkatársaként dolgozott, 1986-os nyugdíjazásáig.
Tábla melletti sakkozásban 1948 óta versenyez, mesterjelölti címet szerzett. Levelezési sakkozásban az 1960–1962-es országos bajnokságon 2. helyezést ért el, amivel megszerezte a magyar mesteri címet. A magyar válogatottal 3. helyezett lett az V. sakkolimpia elődöntőjében, 1962-64: egyénileg 90%-os teljesítményt ért el, 4. helyezett a VI. sakkolimpia elődöntőjében 1965–68: 75%-os egyéni eredménnyel. 1967: ezekért megkapta a nemzetközi mesteri címet.
1962 és 1988 között 34-szer volt válogatott, 80% fölötti eredménnyel. 1987-ben a levelezési sakkozásban, a korábbi eredményekből meghatározták a versenyzők Élő-pontjait és ezzel sorrendet is felállítottak: ezen Bottlik a világ akkori legeredményesebb 100 versenyzője között szerepelt. A nyugdíjazása körüli években abbahagyta a versenyzést.

## Társadalmi megbízatásai
- A Magyar Sakkszövetség Levelezési Bizottságának
  - rendes tagja (1963– )
  - alelnöke (1984–1988)
  - elnöke (1989– )
- Az ICCF-ben
  - a Dokumentációs Bizottság tagja (1984-1992)
  - a szervezet egyik alelnöke (1992-1995)
  - a Történeti Kutató Csoport elnöke (2006– )

## Szakírói munkássága
- 1956 óta mintegy 400 sakktörténeti cikke, játszmaelemzése, versenybeszámolója stb. jelent meg magyar, angol és német nyelvű lapokban.